# Pierre Méchain
Pierre François André Méchain (16. srpen 1744, Laon, Francie – 20. září 1804, Castellón de la Plana, Španělsko) byl francouzský astronom a geograf, který má spolu s Charlesem Messierem velkou zásluhu na studiu deep sky objektů a komet.
Objevil 29 nebo 30 deep-sky objektů, v závislosti na tom, jestli se počítá i M102. Osmnáct z nich je součástí Messierova katalogu.
- M63, Galaxie Slunečnice
- M72
- M74
- M75
- M76, Mlhovina Malá činka
- M77
- M78
- M79
- M85
- M94
- M95
- M96
- M97, Soví mlhovina
- M98
- M99
- M100
- M101, Galaxie Větrník
- M103

Asteroid 21785 byl pojmenován Méchain.